# Marion Hänsel
Marion Hänsel, belgijska filmska redateljica, scenaristica i producentica. Aktivna u filmskoj umjetnosti od 1980-ih. U Hrvatskoj je snimila film Uzvodno rijekom 2015. godine. Za filmove Između vraga i dubokog plavog mora i Prašina dobila je nagrade, filmskog festivala u Cannesu 1995. godine te na venecijanskom filmskom festivalu., respektivno.